# Heinrich Tessenow
Heinrich Tessenow (7 de abril de 1876, Rostock, Imperio alemán - 30 de noviembre de 1950, Berlín, actual Alemania) fue un arquitecto alemán, profesor, y urbanista durante la República de Weimar junto a Hans Poelzig, Bruno Taut, Peter Behrens, Fritz Höger,  Ernst May, Erich Mendelsohn, Walter Gropius y Mies van der Rohe, uno de los puntales de la arquitectura alemana entre guerras.

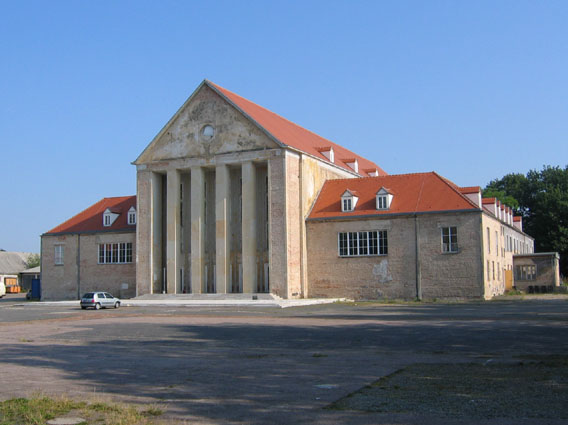
Hellerau.

## Biografía
Hijo de un carpintero, se desempeñó como ayudante de carpintería para luego ingresar a la Escuela de Construcción de Leipzig. 
Más tarde estudió arquitectura en la Escuela Técnica Superior de Múnich y luego ocupó varios puestos docentes en Lüchow, Tréveris, Dresde, Viena y Berlín.
Durante la República de Weimar, le fue otorgado el primer doctor honoris causa de la Universidad de Rostock.
Al enseñar en la Escuela Técnica Superior de Berlín-Charlottenburgo entre 1926-34, conoció en el otoño de 1925 al que fue su más famoso alumno: Albert Speer. Speer había sido rechazado de la clase de Hans Poelzig y se convirtió en su asistente medio año después, puesto que abandonaría en 1932 debido al bajo salario. 
Los nazis echaron en 1934 a Tessenow, que había diseñado en 1931 el Neue Wache para los caídos en la Primera Guerra Mundial.
Se retiró a  Mecklemburgo en 1941 hasta el final de la guerra. 
Después de la guerra fue requerido por las autoridades soviéticas para enseñar en la Universidad de Berlín donde fue reconocido como Emérito.
Una frase que repetía era "La forma más simple no es siempre la mejor, pero lo mejor siempre es lo más simple".

## Publicaciones
- Zimmermannsarbeiten. Entwürfe für Holzbauten. 1907. (Digitalisat)
- Der Wohnhausbau. 1909.
- Handwerk und Kleinstadt. 1919.
- Hausbau und dergleichen. 1920.
- Geschriebenes. Gedanken eines Baumeisters. Wiesbaden 1982, ISBN 3-528-08761-7.
- Ich verfolgte bestimmte Gedanken … Dorf, Stadt, Großstadt – was nun? Schwerin o. J., ISBN 3-931185-17-6.

## Literatura en alemán - español
- Martin Ebert: Heinrich Tessenow. Architekt zwischen Tradition und Moderne., Weimar & Rostock 2006, ISBN 3-933713-04-8.
- Marco De Michelis: Heinrich Tessenow 1876–1950. Das architektonische Gesamtwerk. Deutsche Verlags-Anstalt, Stuttgart 1991, ISBN 3-421-03009-X.
- Ulrich Hübner et al.: Symbol und Wahrhaftigkeit. Reformbaukunst in Dresden. Dresden Ingwert Paulsen jun., Husum 2005, ISBN 3-86530-068-5.
- Daniel Vieser: Heinrich Tessenow (1876-1950). Ein Leben für die einfache Form. Referat, Universität Karlsruhe, 2000. (
- Gerda Wangerin, Gerhard Weiss: Heinrich Tessenow, ein Baumeister (1876–1950). Leben, Lehre, Werk. Essen 1976.
- García Roig, José Manuel (2002). Heinrich Tessenow. Pensamiento utópico, germanidad, arquitectura. Universidad de Valladolid, Secretariado de Publicaciones e Intercambio Editorial, Valladolid. ISBN 84-8448-155-7 http://oa.upm.es/48391/

## Medalla Heinrich Tessenow
Desde 1962 la Fundación Alfred Toepfer de Hamburgo entrega la Medalla Heinrich Tessenow, por excelencia en el trabajo arquitectónico. 